# 유 콜 잇 러브
《유 콜 잇 러브》(프랑스어: L'Étudiante)는 1988년 공개된 프랑스의 로맨틱 코미디 영화로, '유 콜 잇 러브'는 영화에 나오는 OST의 곡명이자 국내 개봉시 영화의 제목이고 원제는 '여대생'이란 의미의 프랑스어 '레뛰디앙뜨'다.

## 줄거리
교원 자격 취득을 위해 소르본 대학에 다니는 발렌틴은 스키장에서 에두아르라는 음악가를 만나 파리로 돌아온 후 그저 장난 삼아 데이트를 하고 하룻밤을 함께한다. 시험 준비로 바쁜 발렌틴과 지방 공연으로 바쁜 에두아르는 좀처럼 만날 수 없지만, 두 사람은 전화로 사랑이 깊어져 간다.

## 출연
- 소피 마르소 - 발렌틴 에즈케라 역
- 뱅상 랭동 - 네드, 에두아르 장상 역
- 엘리자베트 비탈리 - 셀린 역
- 장클로드 르귀에 - 샬리 역
- 엘레나 폼페이 - 파트리샤 역
- 로베르트 아티아스 - 필리프 역
- 브리지트 샤마랑드 - 클레르 역